# Kolisnîkî, Nijîn
Kolisnîkî (în ucraineană Колісники) este localitatea de reședință a comunei Kolisnîkî din raionul Nijîn, regiunea Cernihiv, Ucraina.

## Demografie
Componența lingvistică a localității Kolisnîkî
     Ucraineană (97,36%)
     Rusă (2,45%)
     Alte limbi (0,19%)
Conform recensământului din 2001, majoritatea populației localității Kolisnîkî era vorbitoare de ucraineană (97,36%), existând în minoritate și vorbitori de rusă (2,45%).